# تقلیدآباد (ارومیه)
تقلیدآباد، روستایی است از توابع بخش نازلو و در شهرستان ارومیه استان آذربایجان غربی ایران.

## جمعیت
این روستا در دهستان نازلوی شمالی قرار داشته و بر اساس سرشماری سال ۱۳۸۵ جمعیت آن ۲۱۷ نفر (۶۹ خانوار)
بوده‌است.
نام این روستا در جریانات تغییر اسامی شهر ها و امکان در زمان پهلوی سابق ، از تالتاوا به نام جعلی تقلیدآباد تغییر یافت.
تالتاوا به معنی دشت پرآب میباشد که از دو کلمه ترکی تالت + آوا(اووا) تشکیل شده است. تالت در زبان ترکی به معنی محل پر آب و اووا(ova) به معنی دشت هست. 